# انپیپرات
انپیپرات (به انگلیسی: Enpiperate) با فرمول شیمیایی C20H23NO3 یک داروی بلوک‌کننده کانال کلسیم با شناسه پاب‌کم 16211378 است. که جرم مولی آن ۳۲۵٫۴۰۱۵۲ گرم بر مول می‌باشد. 